# Rodero
Rodero – miejscowość i gmina we Włoszech, w regionie Lombardia, w prowincji Como. Gmina Rodero graniczy z włoskimi gminami Cantello, Bizzarone, Cagno, Valmorea oraz z gminą Stabio w Szwajcarii.
Według danych na rok 2004 gminę zamieszkiwały 1073 osoby, 536,5 os./km².

## Położenie geograficzne
Obszar gminy Rodero położony jest 394 m n.p.m., na przedgórzu Alp, w Lombardii, w prowincji Como, graniczy z prowincją Varese.  Miejscowość Rodero położona jest w odległości zaledwie kilku kilometrów od granicy Włoch ze Szwajcarią. W związku z tym należy do tzw. "Regio Insubrica". W pobliżu  Rodero przebiega autostrada. Kolej uruchamiana jest okresowo, przede wszystkim w celach turystycznych.

### Klasyfikacja sejsmiczna
- strefa 4 (strefa o bardzo niskim zagrożeniu sejsmicznym), Dekret PCM. 3274 z dnia 20/03/2003.

### Klasyfikacja klimatyczna
- strefa E (okres eksploatacji elektrowni cieplnych : od 15 października do 15 kwietnia w ilości 14 godzin dziennie), Dekret PR. 412 z dnia 26/08/1993.

## Pochodzenie nazwy
Pochodzenie nazwy "Rodero" nie jest dokładnie znane. Nazwa może pochodzić od germańskiego imienia osoby Rodo lun Rodolo, albo od wczesnorzymskiego - Rodanos, od którego pochodzi nazwa rzeki Rodan.